# Bonded by Blood
Bonded by Blood (с англ. — «Связанные кровью») — дебютный студийный альбом американской трэш-метал-группы Exodus, вышедший в 1985 году.

## Об альбоме
Bonded by Blood записан на студии Prarie Sun в июле 1984 года, но был выпущен в 1985 году из-за проблем с лейблом. Он считается одним из самых значимых трэш-метал альбомов всех времен.
На обложке изображены сиамские близнецы. С 1989 года альбом выходил с обложкой эмблемы группы на красно-чёрном изображении толпы. В 1999 году альбом был переиздан в Европе с оригинальной обложкой. Bonded by Blood и по сей день переиздается различными лейблами.
В 2008 году альбом был перезаписан с Робом Дьюксом на вокале и вышел под названием Let There Be Blood.
Гэри Холт об альбоме: «Трудно поверить, что этот альбом оказал такое влияние, потому что мы были всего лишь компашкой детей, гнувших свою линию и убежденных в том, что это будет убойный альбом. Мы не знали, что через 21 год музыканты будут говорить о том, что эта наша работа в важной степени повлияла на них. Мы же были всего лишь детьми, которые не знали, что творили».
Том Хантинг: «Мы были зелеными пацанами, когда записали эту пластинку… Мы и предположить не могли, что этот альбом станет классикой трэша или еще чем-то. И ты знаешь, мы гордимся этой работой».
Гэри Холт: «Начало „No Love“ было всего лишь коротким инструменталом, написанным мной, и все музыканты нашей группы пожелали использовать его в качестве вступления к песне, что мы и сделали. Теперь все знают это вступление, и понимают, ЧТО за ним последует».
Альбом был помещён Loudwire на 1-е место топа «10 лучших трэш-альбомов, выпущенных НЕ Большой Четвёркой».

## Список композиций
1. «Bonded by Blood» — 3:43
2. «Exodus» — 4:05
3. «And Then There Were None» — 4:40
4. «A Lesson in Violence» — 3:49
5. «Metal Command» — 4:13
6. «Piranha» — 3:45
7. «No Love» — 5:08
8. «Deliver Us to Evil» — 7:07
9. «Strike of the Beast» — 3:57

Бонус треки переиздания со Стивом Сузой на вокале, которые были записаны 8 марта 1989 года:
1. «And Then There Were None (Live)» — 4:52
2. «A Lesson in Violence (Live)» — 3:26

## Участники записи

### Состав
- Пол Бэйлофф — вокал
- Гэри Холт — гитара
- Рик Ханолт — гитара
- Роб Мак-Киллоп — бас-гитара
- Том Хантинг — барабаны

### Продюсирование
- Продюсер - Марк Уитакер
- Звукорежиссёр – Джон Волейтис; Помощник звукорежиссёра - Марк Уитакер
- Сведение выполнил Робин Йегер и Марк Уитакер в Tres Virgos Studios; помощник - Гордон Лайонс
- Мастеринг выполнил Джордж Хорн
- Картина на обложке – Ричард Ферраро